# José de Alcântara Machado
José de Alcântara Machado de Oliveira (Piracicaba, 19 de outubro de 1875 — São Paulo, 1 de abril de 1941) foi um jurista, escritor, professor e político brasileiro. Filho de Brasílio Augusto Machado de Oliveira, jurista, lente catedrático da Faculdade de Direito do Largo de São Francisco, São Paulo, e membro da Academia Paulista de Letras a quem se sucedeu na cadeira, e de Maria Leopoldina de Sousa. Posteriormente, também tornou-se membro da Academia Brasileira de Letras (ABL), para a qual foi eleito em 23 de abril de 1931 e empossado no dia 4 de outubro de 1933. No seu discurso de posse, proferiu a frase que se tornou marcante: "Paulista sou, há quatrocentos anos". Foi vereador da Câmara Municipal de São Paulo de 1911 a 1916, deputado estadual de 1915 a 1924, senador estadual de 1924 a 1930 e senador da República de 1935 a 1937.
Alcântara Machado foi professor e diretor da tradicional Faculdade de Direito de São Paulo, onde lecionou Medicina Legal.
Foi casado com Maria Emília de Castilho, e pai de Anna Yolanda de Alcantara Machado, Jose de Alcantara Machado, Brasilio Machado Neto, Tereza Maria de Alcantara Machado e Antônio Castilho de Alcântara Machado d'Oliveira.
A pedido do governo federal, redigiu o projeto de Código Penal brasileiro de 1940, inspirado no Código Penal italiano também chamado Código Rocco em homenagem ao ilustre jurista Alfredo Rocco que ocupava o Ministério da Justiça na época de sua promulgação.
Esse projeto teve duas versões e foi submetido ao crivo de uma comissão revisora. A comissão modificou bastante o projeto do professor paulista, diminuindo a influência italiana (fascista) e introduzindo conceitos contidos no projeto do Código Penal suíço, bem mais liberal. Terminados os trabalhos de revisão, o projeto se transformou por decreto-lei no Código Penal vigente.
Escreveu livros sobre aspectos diversos do Direito, tal como Os Honorários Médicos, A Hipnose, Suicídios em São Paulo, A Embriaguez e a Responsabilidade Penal entre outros.
Entretanto, sua principal obra não é jurídica e sim de história. Trata-se do trabalho editado em 1929, com sucessivas reedições, intitulado Vida e morte do Bandeirante.
Uma das avenidas do complexo Radial Leste empresta seu nome.